# Tigurinos

La Galia.

Los tigurinos (en latín, Tigurini) eran uno de los cuatro cantones en los que estaban subdivididos los helvecios, poblaciones celtas de la actual Suiza y Alemania meridional. Los tigurinos estaban asentados en la zona de Avenches.  En 108 a. C., invadieron la Galia meridional junto con los cimbros, teutones y ambrones. En [107 a. C., bajo la dirección de Divicón, consiguieron derrotar en batalla al ejército romano al mando del cónsul Lucio Casio Longino. Sin embargo, en lugar de invadir Italia decidieron volver a sus tierras, escapando a la derrota que las legiones romanas infligieron a los cimbros y teutones. En el año 107, junto con Longino murió el bisabuelo de la mujer de Julio César. Este episodio fue la excusa que le sirvió al procónsul romano para atacar a los helvecios que en 58 a. C., aún guiados por Divicón, habían intentado atravesar la provincia romana de la Galia Narbonense para llegar al territorio de los sántonos, donde habían decidido establecerse. Fueron justo los tigurinos los primeros en ser derrotados por César mientras intentaban cruzar el Saona (quizá en las cercanías de Trévoux, al norte de Lyon).
En el siglo XIX los helvecios fueron elegidos por la historiografía nacional como los antepasados de los suizos y Divicón, jefe de los tigurinos, se convirtió en el primer héroe nacional suizo.